# Japonia na Letnich Igrzyskach Olimpijskich 2000
Japonię na Letnich Igrzyskach Olimpijskich 2000 reprezentowało 266 zawodników, 156 mężczyzn i 110 kobiet.

## Zdobyte medale
| Medal  | Zawodnik | Dyscyplina             | Konkurencja                     |
| ------ | --- | ---------------------- | ------------------------------- |
| Złoto  | Ryoko Tamura | Judo                   | Waga ekstralekka (48 kg)        |
| Złoto  | Makoto Takimoto | Judo                   | Waga półśrednia (81 kg)         |
| Złoto  | Tadahiro Nomura | Judo                   | Waga ekstralekka (60 kg)        |
| Złoto  | Kosei Inoue | Judo                   | Waga półciężka (100 kg)         |
| Złoto  | Naoko Takahashi | Lekkoatletyka          | Maraton                         |
| Srebro | Shinichi Shinohara | Judo                   | Waga ciężka (+ 100 kg)          |
| Srebro | Noriko Narazaki | Judo                   | Waga półlekka (52 kg)           |
| Srebro | Misako Ando Yumiko Fujii Taeko Ishikawa Kazue Ito Yoshimi Kobayashi Shiori Koseki Mariko Masubuchi Naomi Matsumoto Emi Naito Haruka Saito Juri Takayama Hiroko Tamoto Reika Utsugi Miyo Yamada Noriko Yamaji | Softball               |                                 |
| Srebro | Mai Nakamura | Pływanie               | 100 m stylem grzbietowym        |
| Srebro | Yasuko Tajima | Pływanie               | 400 m stylem zmiennym           |
| Srebro | Miya Tachibana Miho Takeda | Pływanie synchroniczne |                                 |
| Srebro | Ayano Egami Raika Fujii Yoko Isoda Rei Jimbo Miya Tachibana Miho Takeda Yoko Yoneda Yuko Yoneda Juri Tatsumi                                                                                                 | Pływanie synchroniczne |                                 |
| Srebro | Katsuhiko Nagata | Zapasy                 | Kategoria 69 kg, styl klasyczny |
| Brąz   | Kie Kusakabe | Judo                   | waga lekka (57 kg)              |
| Brąz   | Mayumi Yamashita | Judo                   | waga ciężka (+ 78 kg)           |
| Brąz   | Mai Nakamura | Pływanie               | 200 m stylem grzbietowym        |
| Brąz   | Masami Tanaka Sumika Minamoto Mai Nakamura Junko Onishi | Pływanie               | 4x100 m stylem zmiennym         |
| Brąz   | Yoriko Okamoto | Taekwondo              | waga średnia (67 kg)            |